# Великі курортні міста Європи
Великі курортні міста Європи є транснаціональним об'єктом Світової спадщини, який складається з 11 курортних міст у семи європейських країнах. Вони розвинені навколо природних джерел мінеральної води. Із початку 18 століття до 1930-х років у Західній Європі відбулося зростання курортної та купальної культури, що призвело до будівництва вишуканих лазень. Сюди часто входять сади, казино, театри та вілли, що оточують джерела та лазні.

## Номінація
Місто Бат спочатку було внесено до списку Світової спадщини ЮНЕСКО у 1987 році.
Зусилля щодо внесення великих курортів Європи до списку Світової спадщини почалися у 2012 році, а номінація була подана у 2019 році. 24 липня 2021 року великі курорти Європи були офіційно внесені до Списку світової спадщини.

## Курортні міста
| Світлина | Ідентифікатор | Країна          | Місто             |
| -------- | ------------- | --------------- | ----------------- |
|          | 1613-001      | Австрія         | Баден-Бей-Відень  |
|          | 1613-002      | Бельгія         | Спа               |
|          | 1613-003      | Чехія           | Франтішкови Лазнє |
|          | 1613-004      | Чехія           | Карлові Вари      |
|          | 1613-005      | Чехія           | Маріанські Лазні  |
|          | 1613-006      | Франція         | Віші              |
|          | 1613-007      | Німеччина       | Бад-Емс           |
|          | 1613-008      | Німеччина       | Баден-Баден       |
|          | 1613-009      | Німеччина       | Бад-Кіссінген     |
|          | 1613-010      | Італія          | Монтекатіні-Терме |
|          | 1613-011      | Велика Британія | Бат               |